# Oldsmobile Firenza
La Firenza è un'autovettura compact prodotta dalla Oldsmobile dal 1982 al 1988. Era basata sul pianale J della General Motors, che condivideva con la Buick Skyhawk, la Cadillac Cimarron, la Chevrolet Cavalier e la Pontiac Sunbird. Questa piattaforma era a trazione anteriore e montava il motore nell’avantreno.
La Firenza era disponibile in quattro versioni: due porte coupé, tre porte hatchback, quattro porte berlina e quattro porte familiare.
Non c'era relazione con la Vauxhall Firenza, nonostante l'omonimia e l'appartenenza di entrambi i marchi automobilistici al gruppo General Motors.
In totale ne furono prodotti 287.000 esemplari.

## Il contesto
La Firenza fu introdotta nel marzo del 1982 come sostituta della Starfire, che era un'autovettura a trazione posteriore del marchio Oldsmobile. Inizialmente era disponibile in versione tre porte hatchback e quattro porte berlina, ma la gamma fu ampliata con la familiare quattro porte Cruiser nel 1983 e con la due porte coupé a tre volumi nel 1986. Il nome “Cruiser” fu applicato anche alle altre vetture familiari commercializzate in quel periodo dalla Oldsmobile, vale a dire la mid-size Cutlass Cruiser e la full-size Custom Cruiser. La Firenza era una vettura compact posizionata alla base della gamma offerta dalla Oldsmobile, appena sotto la Omega e la Calais, che erano leggermente più grandi. Fu introdotta nel 1984 l'opzione “ES”, che era di carattere marcatamente sportivo.
Nonostante questo, la Firenza poteva essere equipaggiata con vetri elettrici, chiusura centralizzata e ruote da 14 pollici.

## Caratteristiche tecniche

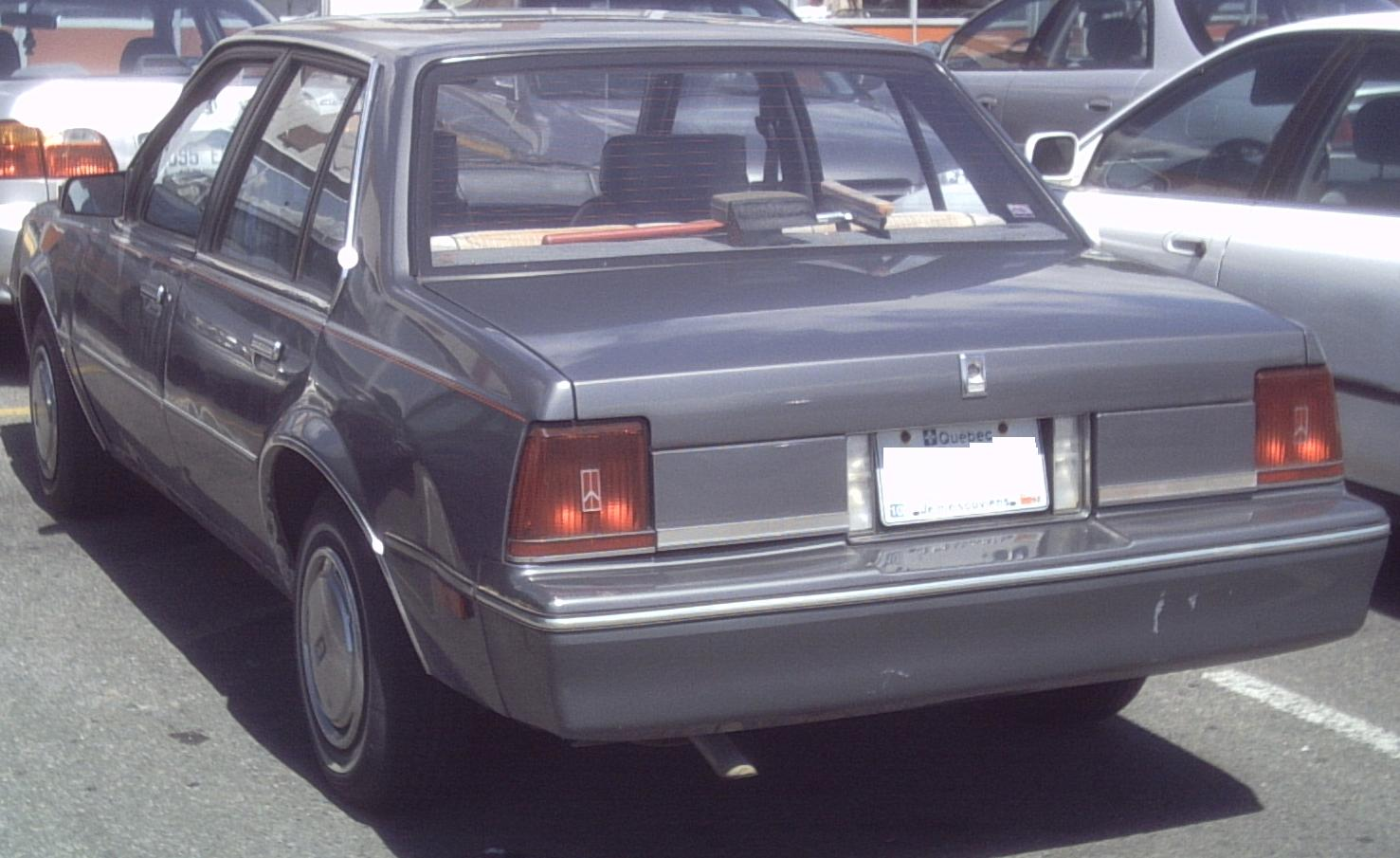
Il retro di una Oldsmobile Firenza berlina

Nonostante fosse abbastanza simile al gruppo di vetture installate sul pianale J della General Motors, la Firenza si differenziava dagli altri modelli per la linea della parte anteriore e per la forma di quella posteriore, che avevano un design marcatamente Oldsmobile. La sezione superiore del muso del veicolo era caratterizzata dalla presenza di fanali rettangolari separati dagli indicatori di direzione, che erano inseriti in alloggiamenti incassati. Era presente anche un pannello inclinato in tinta tra un alloggiamento e l'altro. Una calandra orizzontale era montata nella sezione superiore del muso del veicolo. Sulla coda, più precisamente nella parte terminale del parafango posteriore, erano invece installati fanali quadrati leggermente avvolgenti. 
Questa linea fu ulteriormente migliorata per l'ultimo anno di produzione, il 1988, quando furono installati una nuova griglia frontale e dei gruppi ottici compositi sotto un'unica parabola, che vennero applicati in seguito anche sulla Cutlass Ciera.

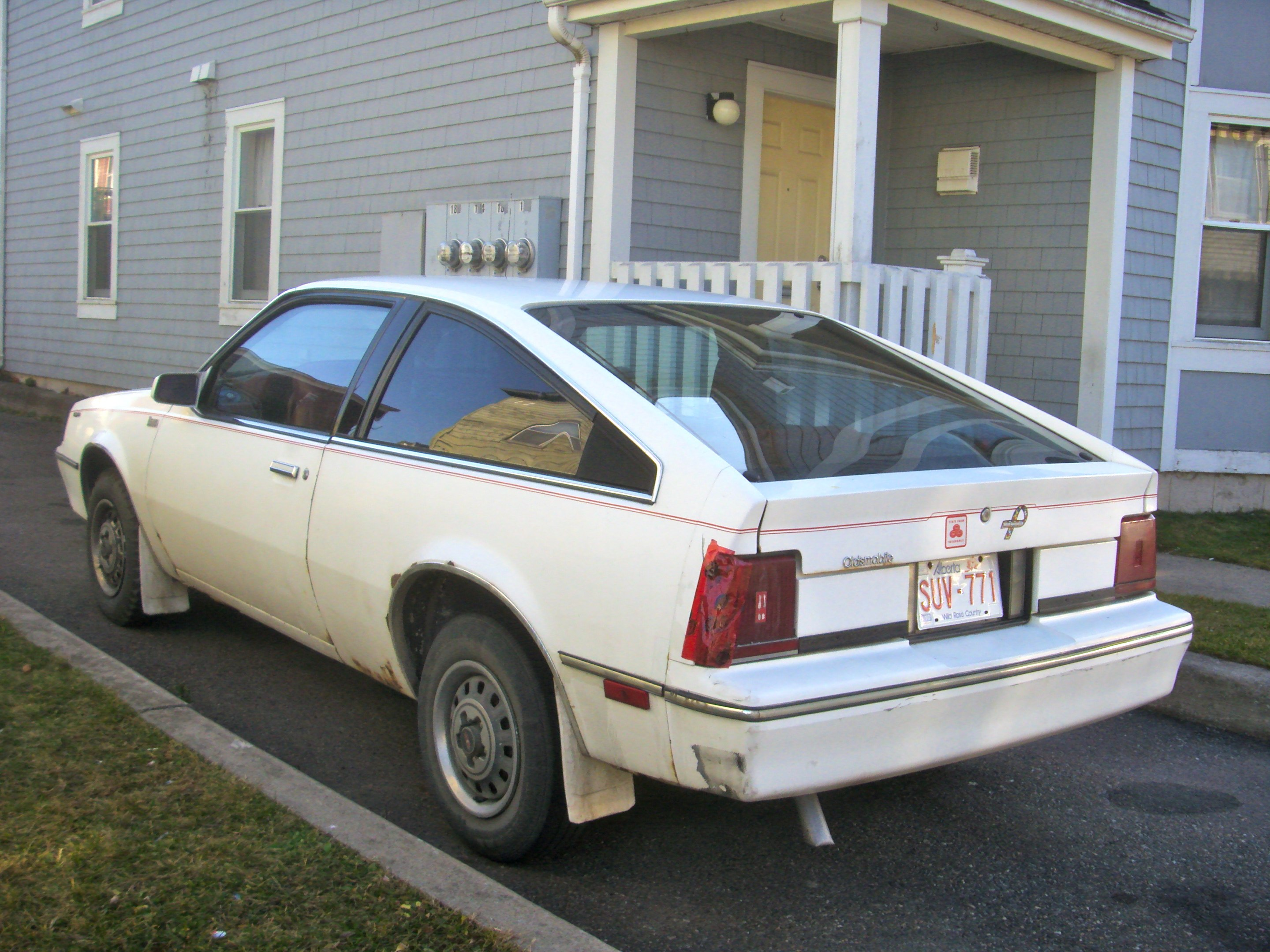
Il retro di una Oldsmobile Firenza versione hatchback

La Firenza fu lanciata inizialmente solo con il motore a quattro cilindri in linea e valvole in testa da 2 L di cilindrata. Dopo qualche mese un propulsore con caratteristiche simili, ma da 1,8 L, fu aggiunto tra le scelte possibili. Nel 1984 furono offerti degli indicatori di direzione dal disegno avvolgente. Nel 1985 furono disponibili, tra le opzioni, un motore V6 LB6 da 2,8 L ed un pacchetto denominato “GT”. Nell'ultimo anno di produzione della Firenza, furono tolti dal mercato la hatchback ed il motore V6, lasciando disponibili solamente la coupé, la berlina e la familiare, ma solo con il motore a quattro cilindri in linea.
Altri propulsori disponibili furono la versione sovralimentata del motore da 1,8 L, ed un propulsore a quattro cilindri in linea da 2 L.
Le trasmissioni offerte furono tre. Due manuali, a quattro o cinque rapporti, ed una automatica a tre velocità.
La lunghezza della vettura variava in base al tipo di versione. La hatchback era lunga infatti 4.315 mm, la berlina 4.366 mm e la familiare 4.547 mm. L'altezza mutava anch'essa con variare del tipo di carrozzeria: era 1.328 mm per la prima, 1.367 mm per la seconda e 1.382 per la terza. Il passo invece rimaneva inalterato a 2.570 mm, indipendentemente dal tipo di corpo vettura utilizzato.

## La fine della produzione

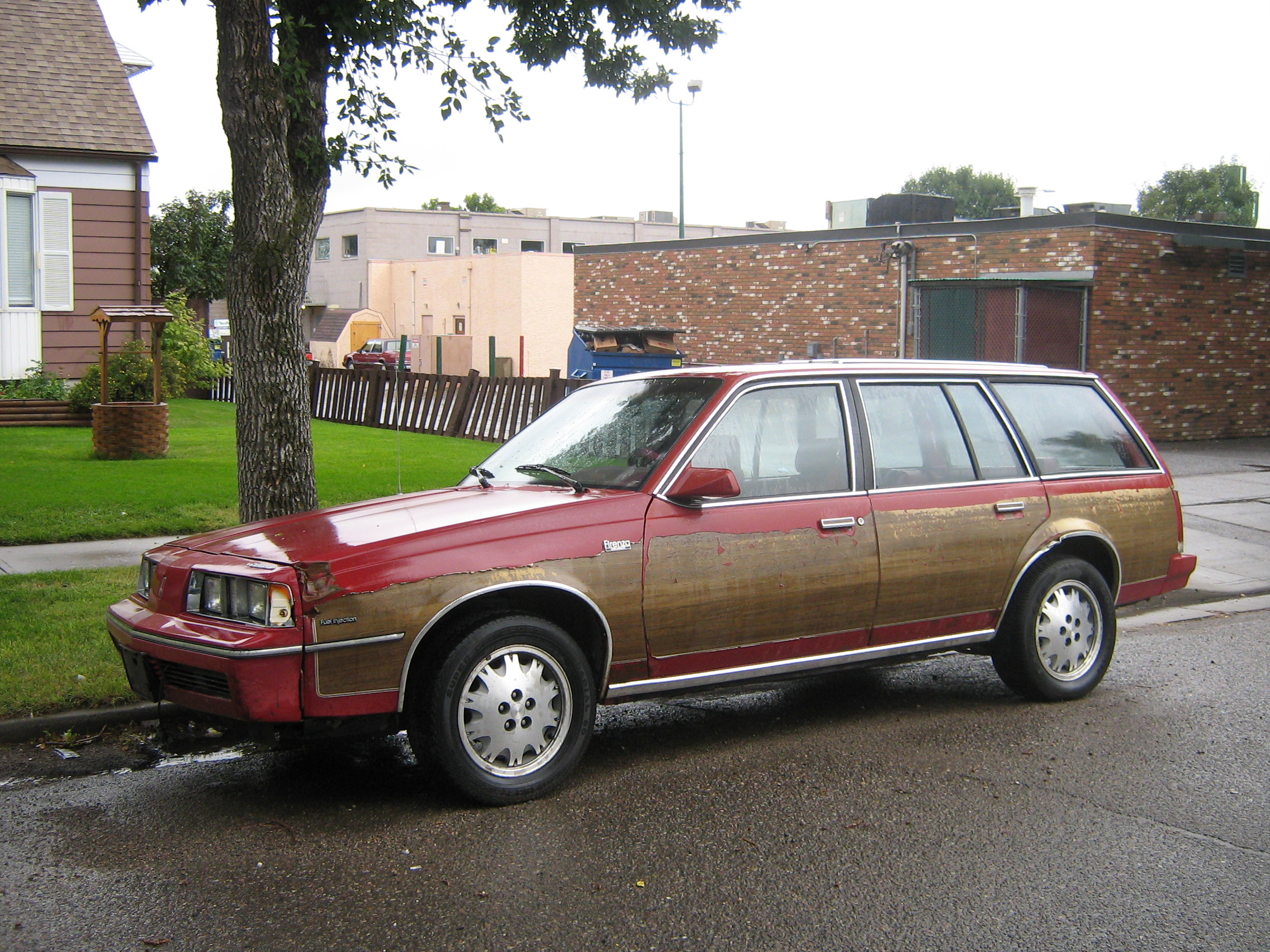
Una Oldsmobile Firenza versione familiare

La Firenza non vendette molto. La Oldsmobile possedeva infatti un'immagine di Casa automobilistica di auto di pregio, e quindi storicamente vendeva meglio modelli più grandi che possedevano un equipaggiamento superiore, come la gamma Cutlass, e gli anni ottanta non furono un'eccezione. Un altro motivo delle scarse vendite risiedeva nella concorrenza dei modelli imparentati con la Firenza che condividevano la piattaforma J; le vendite della Chevrolet Cavalier e della Pontiac Sunbird limitarono quelle della Firenza, dato che la tipologia di vettura venduta, meglio si addiceva alla Chevrolet ed alla Pontiac, che erano tradizionalmente visti come marchi che producevano modelli popolari. A causa di questo, la Firenza non fu sostituita da nessun altro modello Oldsmobile, lasciando la Calais al gradino più basso nella gamma offerta.
La Cadillac Cimarron fu ritirata dal mercato lo stesso anno della Firenza (1988), ed anche lo stabilimento dove si produceva quest'ultima venne chiuso. La Buick Skyhawk invece non fu più fabbricata dall'anno seguente. La Pontiac Sunbird e la Chevrolet Cavalier rimasero in produzione fino al 1994.

## Gli allestimenti

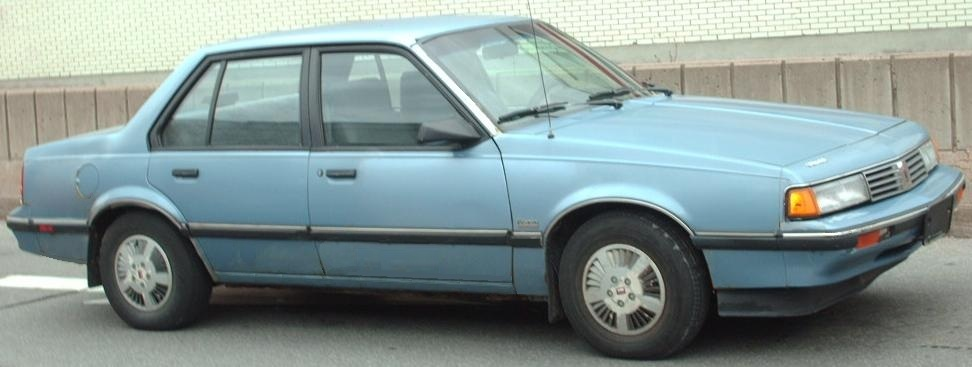
Una Oldsmobile Firenza berlina del 1988

- Berlina:
  - base • 1982-1988
  - LX • 1982-1987
- Hatchback:
  - S • 1982-1987
  - SX • 1982-1985
  - GT • 1986-1987
- Familiare:
  - Cruiser • 1983-1988
  - LX Cruiser • 1983-1985
- Coupé:
  - base • 1986-1988
  - LC • 1986-1987

## Motori
- 1,8 L quattro cilindri in linea • 1982–1986 • 84 CV (1982–1984, 1986) e 82 CV (1985)
- 2,0 L quattro cilindri in linea • 1982–1988 • 82 CV (1982–1983), 88 CV (1984–1985), 85 CV (1986), 90 CV (1987), e 96 CV (1988)
- 2,8 L LB6 V6 • 1985–1987 • 130 CV (1985), 120 CV (1986), e 125 CV (1987)